# Liste der Kulturdenkmale in Schmölln-Putzkau

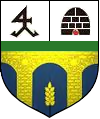
Wappen

In der Liste der Kulturdenkmale in Schmölln-Putzkau sind die Kulturdenkmale der sächsischen Gemeinde Schmölln-Putzkau verzeichnet, die bis September 2024 vom Landesamt für Denkmalpflege Sachsen erfasst wurden (ohne archäologische Kulturdenkmale). Die Anmerkungen sind zu beachten.
Diese Liste ist eine Teilliste der Liste der Kulturdenkmale im Landkreis Bautzen.

## Neuschmölln
| Bild           | Bezeichnung                                                                                    | Lage                                    | Datierung       | Beschreibung | ID       |
| -------------- | ---------------------------------------------------------------------------------------------- | --------------------------------------- | --------------- | --- | -------- |
| Weitere Bilder | Denkmal für die Gefallenen des Ersten Weltkrieges mit Treppenabsatz und Granitsitzbank         | Klosterbergstraße (am Waldrand) (Karte) | 1923            | Ortsgeschichtlich von Bedeutung, Granit | 09289080 |
| Weitere Bilder | Neues Herrenhaus, Gutspark, Treppenanlage und rückwärtiger Pavillon des ehemaligen Rittergutes | Klosterbergstraße 27 (Karte)            | Um 1910         | Im Landhausstil errichtet, baugeschichtlich und landschaftsgestaltend von Bedeutung. Langer rechteckiger Wirtschaftshof, Gebäude stark verändert, das schlichte Herrenhaus von 1747–50. Landhausstil, Mansarddach mit großem Zwerchhaus, alter Gehölzbestand im Park. | 09289079 |
| Weitere Bilder | Drei Wirtschaftsgebäude des ehemaligen Rittergutes über hufeisenförmigem Grundriss             | Klosterbergstraße 40, 41 (Karte)        | 19. Jahrhundert | Westseite Wohnhaus mit Turmaufsatz, nördlicher und südlicher Gebäudetrakt Ställe, baugeschichtlich und ortsgeschichtlich von Bedeutung, Sockel des Wohnhauses aus Bruchsteinmauerwerk, Turmaufsatz verschiefert                                                       | 09289082 |

## Putzkau
| Bild                                    | Bezeichnung | Lage                                                                         | Datierung | Beschreibung | ID       |
| --------------------------------------- | --- | ---------------------------------------------------------------------------- | --- | --- | -------- |
| Direkt Bild zu diesem Denkmal hochladen | Alle Denksteine und Säulen aus Granit auf dem Valtenberg | (auf der Putzkauer Flur im Hohwald-Valtenberg-Gebiet)                        | 19. Jahrhundert                                                                                              | Orts- und kulturgeschichtlich von Bedeutung | 09277315 |
| Direkt Bild zu diesem Denkmal hochladen | Wegestein | (nicht digital kartiert)                                                     | 19. Jahrhundert                                                                                              | Verkehrsgeschichtlich von Bedeutung | 09275080 |
|                                         | Empfangsgebäude und Nebengebäude des Bahnhofs Putzkau | Am Viadukt 7 (Karte)                                                         | 1878/1879 | Gemarkung Oberputzkau. Massive Putzbauten, eisenbahngeschichtlich und baugeschichtlich von Bedeutung. Empfangsgebäude zweigeschossig mit Drempel, Nebengebäude eingeschossig mit Drempel, beide Bauten massive Putzbauten mit Satteldächern mit weiten Dachüberständen, bilden eine Einheit von Denkmalwert, sind baulich aufeinander bezogen. | 09276003 |
| Direkt Bild zu diesem Denkmal hochladen | Bahnwärterhäuschen mit Nebengebäude | Am Viadukt 8 (Karte)                                                         | 1878/1879 | Gemarkung Oberputzkau. Putzbauten, Bahnwärterhäuschen mit Drempel, eisenbahngeschichtlich und baugeschichtlich von Bedeutung. Beide Gebäude Massivbauten, flache Satteldächer mit Überständen, im äußeren Erscheinungsbild aufeinander bezogen. | 09276002 |
|                                         | Wohnhaus mit rückwärtig angebauter Scheune | An der Wesenitz 1 (Karte)                                                    | 1. Hälfte 19. Jahrhundert                                                                                    | Gemarkung Niederputzkau. Obergeschoss Fachwerk verbrettert, baugeschichtlich und wirtschaftsgeschichtlich von Bedeutung, Frackdach | 09276052 |
| Weitere Bilder                          | Kirchgemeindehaus | An der Wesenitz 2 (Karte)                                                    | 1. Hälfte 19. Jahrhundert                                                                                    | Gemarkung Niederputzkau. Obergeschoss Fachwerk verbrettert, Giebel verbrettert, baugeschichtlich und ortsgeschichtlich von Bedeutung | 09276041 |
|                                         | Wohnhaus | An der Wesenitz 7 (Karte)                                                    | 1. Hälfte 19. Jahrhundert                                                                                    | Gemarkung Niederputzkau. Obergeschoss Fachwerk verschiefert, Giebel verschiefert (Ornament), baugeschichtlich von Bedeutung | 09276038 |
| Weitere Bilder                          | Gedenkstein mit Inschrift „1813–1913“ | An der Wesenitz 10 (bei) (Karte)                                             | 1913 | Gemarkung Niederputzkau, geschichtlich von Bedeutung, Granit | 09276037 |
|                                         | Wohnhaus und Scheune eines Zweiseithofes | An der Wesenitz 11 (Karte)                                                   | 19. Jahrhundert                                                                                              | Gemarkung Niederputzkau. Wohnhaus Obergeschoss Fachwerk verkleidet, baugeschichtlich und wirtschaftsgeschichtlich von Bedeutung | 09277229 |
|                                         | Wohnhaus und winklig angebautes Seitengebäude eines Dreiseithofes | An der Wesenitz 24 (Karte)                                                   | Um 1880 | Gemarkung Niederputzkau. Wohnhaus Putzbau mit übergiebeltem Mittelrisalit (Dreiecksgiebel), Walmdach, baugeschichtlich und wirtschaftsgeschichtlich von Bedeutung | 09276035 |
|                                         | Wohnstallhaus | An der Wesenitz 30 (Karte)                                                   | Mitte 19. Jahrhundert                                                                                        | Gemarkung Niederputzkau. Obergeschoss Fachwerk mit Lehmausfachung, Giebel verbrettert, baugeschichtlich von Bedeutung | 09276034 |
|                                         | Wohnstallhaus | Brauereistraße 14 (Karte)                                                    | 1. Hälfte 19. Jahrhundert                                                                                    | Gemarkung Niederputzkau. Obergeschoss Fachwerk verbrettert, Giebel zum Teil verschiefert, baugeschichtlich von Bedeutung | 09276058 |
|                                         | Wohnstallhaus (ehemalige Schmiede) und Scheune eines Gehöfts | Brauereistraße 15 (Karte)                                                    | 1634 | Gemarkung Niederputzkau. Fachwerkoberstock des Wohnhauses mit Kreuzstreben, baugeschichtlich, hausgeschichtlich und ortsgeschichtlich von Bedeutung, Wohnhaus ehemals Schmiede, nachträglicher Stalleinbau, Scheune auch noch weitgehend authentisch, Hofanlage gehört zur historischen Hauslandschaft des Ortes | 09276057 |
|                                         | Wohnhaus | Dammweg 2 (Karte)                                                            | 2. Hälfte 19. Jahrhundert                                                                                    | Gemarkung Oberputzkau. Obergeschoss Fachwerk verbrettert, Giebel verbrettert, baugeschichtlich von Bedeutung | 09276066 |
|                                         | Wohnstallhaus mit integriertem Wirtschaftsteil und Granitpfosten der Einfriedung | Dammweg 5 (Karte)                                                            | 2. Hälfte 19. Jahrhundert                                                                                    | Gemarkung Oberputzkau. Obergeschoss Fachwerk verschiefert, Giebel verbrettert, baugeschichtlich von Bedeutung | 09276060 |
|                                         | Wohnstallhaus (ohne ehemals nordöstlich angebautes Ausgedinge) und südliche Scheune | Dammweg 7 (Karte)                                                            | Mitte 19. Jahrhundert                                                                                        | Gemarkung Oberputzkau. Wohnstallhaus Obergeschoss Fachwerk, baugeschichtlich und wirtschaftsgeschichtlich von Bedeutung. Wohnhaus mit Fachwerk-Obergeschoss und verkleidetem Giebel, angebaute Scheune durch teils massiven kleinen Zwischenbau mit Wohnhaus verbunden, Scheune mit verbretterter Fachwerkkonstruktion und originalen Fenstern. Nordöstliches Ausgedinge als kleiner eingeschossiger Anbau an das Wohnhaus, schlichter Putzbau mit Satteldach. Als Denkmal gestrichen wegen zu geringer historischer Aussagekraft und desolatem Bauzustand, Abbruchgenehmigung vom 1. Juni 2015 (Landratsamt Bautzen), zwischen 2014 und 2016 abgerissen wurde. | 09276061 |
|                                         | Wohnstallhaus und Scheune eines Hakenhofes | Dammweg 9 (Karte)                                                            | 2. Hälfte 19. Jahrhundert                                                                                    | Gemarkung Oberputzkau. Wohnstallhaus Putzbau mit Dachhecht, Scheune Putzbau mit Drempel, drei Toren und zwei Fledermausgaupen, baugeschichtlich und wirtschaftsgeschichtlich von Bedeutung | 09276030 |
|                                         | Denkmal für die Gefallenen des Ersten Weltkrieges | Dresdener Straße (an der Kirchhofsmauer) (Karte)                             | Nach 1918 | Gemarkung Niederputzkau. Ortsgeschichtlich von Bedeutung | 09276040 |
| Weitere Bilder                          | Kirche mit Ausstattung und Kirchhof, zwei Grabmale und eine Grabanlage sowie Gedenkstein für die Gefallenen des Zweiten Weltkrieges, Einfriedung mit mehreren Eingangstoren, an ihrer Außenseite Denkmal für die Gefallenen des Ersten Weltkrieges mit einer Erweiterung für die Gefallenen des Zweiten Weltkrieges | Dresdener Straße (Karte)                                                     | Anfang 18. Jahrhundert (Kirche); 1891 (Kanzelaltar); 1938 (Orgel); nach 1945 (Gedenkstein 2. Weltkrieg)      | Gemarkung Niederputzkau. Saalkirche vom Anfang des 18. Jahrhunderts unter Verwendung älterer Teile, verputzter Bruchsteinbau mit eingezogenem rechteckigem Chor, Satteldach und Segmentbogenfenstern, 1891 Umgestaltung nach Plänen von Theodor Quentin, baugeschichtlich, kunstgeschichtlich und ortsgeschichtlich von Bedeutung. | 09276039 |
| Weitere Bilder                          | Putzkauer Viadukt | Dresdener Straße (Eisenbahnlinie zwischen Putzkau und Neukirch-West) (Karte) | Bezeichnet mit 1878                                                                                          | Gemarkung Oberputzkau. Bestehend aus Granitpfeilern und Sandsteinbögen, eisenbahngeschichtlich, baugeschichtlich und technikgeschichtlich von Bedeutung, ortsbildprägend. DDR-Denkmalliste, Sandsteinbögen und Granitpfeiler, 400 m lang, Bogenradius 750 m, maximale Höhe 18,50 m. | 09276004 |
|                                         | Bogenbrücke über die Wesenitz | Dresdener Straße (Karte)                                                     | 2. Hälfte 19. Jahrhundert                                                                                    | Gemarkung Oberputzkau, baugeschichtlich von Bedeutung, Granit | 09275989 |
|                                         | Wohnhaus | Dresdener Straße 1 (Karte)                                                   | Bezeichnet mit 1870                                                                                          | Gemarkung Oberputzkau. Obergeschoss Fachwerk verbrettert, baugeschichtlich von Bedeutung, Toreinfahrt links, im Türsturz bezeichnet | 09275984 |
|                                         | Wohnhaus mit rechtwinkeligem Anbau | Dresdener Straße 2 (Karte)                                                   | 2. Hälfte 19. Jahrhundert                                                                                    | Gemarkung Oberputzkau. Obergeschoss Fachwerk verkleidet, baugeschichtlich von Bedeutung, Obergeschoss und Giebel verschiefert, rechtwinkliger Anbau ebenfalls verschiefert | 09275985 |
|                                         | Wohnhaus | Dresdener Straße 10 (Karte)                                                  | Um 1850 | Gemarkung Oberputzkau. Obergeschoss Fachwerk, Giebel verbrettert, baugeschichtlich von Bedeutung, Frackdach | 09275986 |
| Weitere Bilder                          | Königlich-Sächsische Meilensteine (Sachgesamtheit), Meilenstein | Dresdener Straße 13 (bei) (Karte)                                            | 19. Jahrhundert                                                                                              | Gemarkung Oberputzkau. Verkehrshistorisch von Bedeutung, vermutlich Kopfstück eines Meilensteines | 09275987 |
| Weitere Bilder                          | Wohnstallhaus (Umgebinde) und gegenüber liegendes Seitengebäude eines Bauernhofes | Dresdener Straße 17 (Karte)                                                  | 1. Hälfte 19. Jahrhundert                                                                                    | Gemarkung Oberputzkau. Wohnstallhaus Obergeschoss Fachwerk, baugeschichtlich und wirtschaftsgeschichtlich von Bedeutung, Umgebindekonstruktion ausgemauert, Stall mit Bruchsteinmauerwerk, darüber verbretterte Holzkonstruktion | 09275988 |
| Direkt Bild zu diesem Denkmal hochladen | Wohnhaus | Dresdener Straße 29 (Karte)                                                  | 2. Hälfte 19. Jahrhundert                                                                                    | Gemarkung Niederputzkau. Obergeschoss und Giebel Fachwerk, baugeschichtlich von Bedeutung | 09276046 |
|                                         | Villenartiges Wohnhaus und Nebengebäude | Dresdener Straße 36 (Karte)                                                  | Um 1900 | Gemarkung Niederputzkau. Putzbauten mit Mansardwalmdächern, mit Anklängen an den Reformstil der Zeit um 1910, baugeschichtlich von Bedeutung | 09276047 |
|                                         | Wohnhaus, Stall und Scheune eines Dreiseithofes | Dresdener Straße 37 (Karte)                                                  | Bezeichnet mit 1867                                                                                          | Gemarkung Niederputzkau. Wohnhaus Putzbau mit Drillingsfenster im Giebel, Satteldach, baugeschichtlich und wirtschaftsgeschichtlich von Bedeutung, Fenster des Wohnhauses zum Teil verändert, im Portal Schlussstein bezeichnet mit 1867 | 09276048 |
|                                         | Wohnhaus | Dresdener Straße 38 (Karte)                                                  | Ende 19. Jahrhundert                                                                                         | Gemarkung Niederputzkau. Putzbau mit einfacher Gliederung und Freigespärre im Giebel, baugeschichtlich von Bedeutung, weiter Dachüberstand, Knaggen | 09276049 |
|                                         | Wohnstallhaus | Dresdener Straße 42 (Karte)                                                  | 1. Hälfte 19. Jahrhundert                                                                                    | Gemarkung Niederputzkau. Obergeschoss Fachwerk, Giebeldreieck verschiefert, baugeschichtlich von Bedeutung | 09276053 |
|                                         | Pfarrhaus | Dresdener Straße 43 (Karte)                                                  | Bezeichnet mit 1861                                                                                          | Gemarkung Niederputzkau. Schlichter Putzbau mit Gurtgesims, Satteldach, baugeschichtlich und ortsgeschichtlich von Bedeutung, zweigeschossig mit Stockgesims | 09276042 |
|                                         | Schulgebäude, später Gasthof | Dresdener Straße 44 (Karte)                                                  | 1904 | Gemarkung Niederputzkau. Breitgelagerter, rechteckiger Putzbau mit flachem, risalitartig hervorgehobenem Mittelteil, baugeschichtlich und ortsgeschichtlich von Bedeutung, Fenster mit Korbbogenabschluss, eine Bienenkorbskulptur und eine Baumskulptur jeweils in einer kleinen Nische | 09275990 |
|                                         | Wohnhaus | Dresdener Straße 46 (Karte)                                                  | Ende 19. Jahrhundert                                                                                         | Gemarkung Niederputzkau. Gründerzeitlicher Putzbau mit dekorativer Fensterumrahmung, baugeschichtlich von Bedeutung, Zwerchhaus mit geschwungenem Giebel von drei Kugelvasen bekrönt, Drempel | 09275991 |
|                                         | Denkmal für die im Ersten Weltkrieg gefallenen „Gesellen-Brüder“, mit Einfassung | Dresdener Straße 49 (gegenüber) (Karte)                                      | Bezeichnet mit 1920                                                                                          | Gemarkung Niederputzkau, ortsgeschichtlich von Bedeutung | 09276044 |
| Direkt Bild zu diesem Denkmal hochladen | Wohnhaus und Scheune eines Winkelhofes | Dresdener Straße 61 (Karte)                                                  | Um 1860 | Gemarkung Niederputzkau. Wohnhaus mit barockisierenden und klassizistischen Fassadenelementen, Scheune Putzbau mit drei großen Toren, baugeschichtlich und wirtschaftsgeschichtlich von Bedeutung, Wohnhaus zweigeschossig und Drempel, Fenstergewände zum Teil mit Dreiecksgiebel | 09276033 |
|                                         | Wohnstallhaus | Dresdener Straße 67 (Karte)                                                  | 2. Hälfte 19. Jahrhundert                                                                                    | Gemarkung Niederputzkau. Obergeschoss Fachwerk, Giebel ornamental verschiefert, baugeschichtlich von Bedeutung, Fachwerk zur Hofseite freigelegt, sonst verschiefert (Ornament) | 09276032 |
| Direkt Bild zu diesem Denkmal hochladen | Wohnstallhaus eines Bauernhofes | Dresdener Straße 71 (Karte)                                                  | Mitte 19. Jahrhundert                                                                                        | Gemarkung Niederputzkau. Obergeschoss und Giebel Fachwerk verschiefert (Ornament), baugeschichtlich von Bedeutung | 09276031 |
|                                         | Wohnstallhaus | Mühlenstraße 11 (Karte)                                                      | 1. Hälfte 19. Jahrhundert                                                                                    | Gemarkung Niederputzkau. Wohnteil Obergeschoss Fachwerk verbrettert, Stallteil massiv, baugeschichtlich von Bedeutung | 09276059 |
|                                         | Bergkeller | Neukircher Straße 1 (gegenüber) (Karte)                                      | 19. Jahrhundert                                                                                              | Gemarkung Oberputzkau, kulturgeschichtlich von Bedeutung | 09303905 |
| Weitere Bilder                          | Wohnstallhaus (Umgebinde) mit integriertem Wirtschaftsteil und rückwärtigem Anbau | Neukircher Straße 5 (Karte)                                                  | Mitte 19. Jahrhundert                                                                                        | Gemarkung Oberputzkau. Obergeschoss Fachwerk verschiefert, baugeschichtlich und wirtschaftsgeschichtlich von Bedeutung, Umgebinde ausgemauert | 09276065 |
|                                         | Wohnhaus mit integriertem Wirtschaftsteil | Neukircher Straße 27 (Karte)                                                 | 1. Hälfte 19. Jahrhundert                                                                                    | Gemarkung Oberputzkau. Obergeschoss und Giebel Fachwerk verbrettert, baugeschichtlich von Bedeutung, Sockel Bruchstein, Frackdach, alte Tür | 09276018 |
| Weitere Bilder                          | Wohnstallhaus | Neukircher Straße 41 (Karte)                                                 | Bezeichnet mit 1849                                                                                          | Gemarkung Oberputzkau. Obergeschoss und Giebel Fachwerk verkleidet, baugeschichtlich von Bedeutung, „18.J.G, S. 49“ | 09276019 |
|                                         | Wohnstallhaus mit integriertem Wirtschaftsteil | Neukircher Straße 44 (Karte)                                                 | 2. Hälfte 19. Jahrhundert                                                                                    | Gemarkung Oberputzkau. Obergeschoss und Giebel Fachwerk verbrettert, Wirtschaftsteil rückseitig, mit Lehmausfachung, baugeschichtlich und wirtschaftsgeschichtlich von Bedeutung, Lehmausfachung | 09276020 |
|                                         | Wohnhaus | Neukircher Straße 60 (Karte)                                                 | 2. Hälfte 19. Jahrhundert                                                                                    | Gemarkung Oberputzkau. Obergeschoss Fachwerk, baugeschichtlich von Bedeutung, Umbau 1998 | 09276009 |
| Weitere Bilder                          | Wohnhaus eines ehemaligen Bauernhofes | Neukircher Straße 61 (Karte)                                                 | 2. Hälfte 19. Jahrhundert                                                                                    | Gemarkung Oberputzkau. Wohnhaus Obergeschoss Fachwerk, baugeschichtlich und wirtschaftsgeschichtlich von Bedeutung. | 09276010 |
| Weitere Bilder                          | Wohnstallhaus (Umgebinde) eines ehemaligen Bauernhofes | Neukircher Straße 62 (Karte)                                                 | 1. Hälfte 19. Jahrhundert                                                                                    | Gemarkung Oberputzkau. Wohnstallhaus Obergeschoss Fachwerk, zum Hof gewandte Seite und Giebel verbrettert, baugeschichtlich und wirtschaftsgeschichtlich von Bedeutung. | 09276010 |
| Direkt Bild zu diesem Denkmal hochladen | Wegestein | Ottendorfer Straße (Karte)                                                   | 19. Jahrhundert                                                                                              | Gemarkung Oberputzkau, verkehrsgeschichtlich von Bedeutung, Granitobelisk, ca. 1,40 m hoch, mit flachpyramidalem Abschluss | 09275646 |
| Direkt Bild zu diesem Denkmal hochladen | Damm des ehemaligen Vogelteiches mit Weg und Allee sowie Wasserdurchfluss | Ottendorfer Straße (Karte)                                                   | 19. Jahrhundert                                                                                              | Gemarkung Oberputzkau, ortsgeschichtlich von Bedeutung, Wasserröhrendurchfluss „P.1913H.“, Vogelteich ausgetrocknet, davon vermutlich Name des alten Putzkauer Ortsteils Vogelhäuser abgeleitet | 09275573 |
| Weitere Bilder                          | Herrenhaus (Nr. 3), südlicher Wirtschaftsflügel mit Gesindewohnhaus (Nr. 4), Torhaus mit Wappen (Nr. 5, 6) und angrenzendes Brauereigebäude mit Schornstein des ehemaligen Rittergutes | Ottendorfer Straße 3, 4, 5, 6 (Karte)                                        | 18. Jahrhundert (Herrenhaus); um 1700 (Torhaus); um 1800 (Gesindehaus); 19. Jahrhundert (Wirtschaftsgebäude) | Gemarkung Oberputzkau. Herrenhaus Obergeschoss Fachwerk verschiefert, Walmdach, Torhaus mit drei Achsen im Obergeschoss, bau- und ortsgeschichtlich von Bedeutung; Ottendorfer Straße 6 abgerissen. Herrenhaus: zweigeschossiger Bau, Obergeschoss verschiefert, Walmdach, zum Teil alte Fenster. Torhaus mit Wappen, Tonnengewölbe mit Stichkappen. Wirtschaftsgebäude (Ställe mit Gewölben) als langgestreckte Baukörper mit verschiedenen Anbauten. DDR-Denkmalliste, Teilabbruchgenehmigung für Nummer 6 (Stallgebäude und Brennerei am Südflügel des ehemaligen Rittergutes) mit Sicherung der verbliebenen Bausubstanz vom 7. April 2014.                 | 09275982 |
| Direkt Bild zu diesem Denkmal hochladen | Wohnstallhaus (ohne hinteren Anbau) | Ottendorfer Straße 16 (Karte)                                                | 2. Hälfte 19. Jahrhundert                                                                                    | Gemarkung Oberputzkau. Ohne hinteren Anbau, Obergeschoss und Giebel Fachwerk verbrettert, baugeschichtlich von Bedeutung, schiefergedeckt, liegt im damaligen Ortsteil „Vogelhäuser“ der ehemaligen Gemeinde Putzkau | 09275481 |
| Direkt Bild zu diesem Denkmal hochladen | Straßenbrücke | Schenkhäuser 12 (bei) (Karte)                                                | 1874–1877 | Mit dem Bau der Bahnstrecke Bautzen–Bad Schandau am km 24,29 errichtete streckentypische und bauzeitlich erhaltene Natursteinbogenbrücke mit Flügelmauern und Gewölbe sowie Geländer, technik- und verkehrsgeschichtlich von Bedeutung | 09306748 |
| Direkt Bild zu diesem Denkmal hochladen | Grenzstein | Schenkhäuserstraße (zwischen Niederneukirch und Oberputzkau) (Karte)         | 19. Jahrhundert                                                                                              | Gemarkung Oberputzkau, ortsgeschichtlich von Bedeutung. Ein zweiter, auf der anderen Straßenseite gelegener Grenzstein, ist nicht mehr auffindbar. | 09277230 |
| Direkt Bild zu diesem Denkmal hochladen | Wohnstallhaus und Scheune eines Zweiseithofes | Schenkhäuserstraße 8 (Karte)                                                 | 1. Hälfte 19. Jahrhundert                                                                                    | Gemarkung Oberputzkau. Wohnstallhaus Obergeschoss Fachwerk verbrettert, Scheune verbrettert, baugeschichtlich und wirtschaftsgeschichtlich von Bedeutung, Krüppelwalmdach | 09276001 |
|                                         | Wohnstallhaus | Schenkhäuserstraße 15 (Karte)                                                | 1. Hälfte 19. Jahrhundert                                                                                    | Gemarkung Oberputzkau. Obergeschoss Fachwerk verschiefert, baugeschichtlich von Bedeutung | 09275998 |
|                                         | Wohnstallhaus und Scheune eines Winkelhofes | Schenkhäuserstraße 16 (Karte)                                                | 2. Hälfte 19. Jahrhundert                                                                                    | Gemarkung Oberputzkau. Wohnstallhaus Obergeschoss Fachwerk verschiefert, Scheune verbretterte Holzkonstruktion, baugeschichtlich und wirtschaftsgeschichtlich von Bedeutung | 09276000 |
| Direkt Bild zu diesem Denkmal hochladen | Gasthof „Hübelschänke“ über winkligem Grundriss und Scheunenanbau | Schenkhäuserstraße 17 (Karte)                                                | 2. Hälfte 19. Jahrhundert, Kern älter                                                                        | Gemarkung Oberputzkau. Obergeschoss und Giebel Fachwerk verbrettert, Scheune verputzter Bruchsteinbau, baugeschichtlich und ortsgeschichtlich von Bedeutung, Tanzsaal im Obergeschoss, jetzt gewerbliche Nutzung | 09275996 |
| Direkt Bild zu diesem Denkmal hochladen | Wohnhaus | Schenkhäuserstraße 25 (zu) (Karte)                                           | 2. Hälfte 19. Jahrhundert                                                                                    | Gemarkung Oberputzkau. Eingeschossiger verbretterter Bau, vermutlich Auszugshaus, baugeschichtlich und sozialgeschichtlich von Bedeutung, eingeschossig, alte Tür, unbewohnt | 09275994 |
|                                         | Villa | Schulstraße 12 (Karte)                                                       | Um 1920 | Gemarkung Oberputzkau. Putzbau im traditionalistischen Stil der 1920er Jahre, baugeschichtlich von Bedeutung | 09275336 |
| Direkt Bild zu diesem Denkmal hochladen | Wohnhaus eines Dreiseithofes | Steinweg 11 (Karte)                                                          | Um 1880 | Gemarkung Niederputzkau. Gründerzeitlicher Putzbau mit Drempel und Walmdach, baugeschichtlich von Bedeutung, zweigeschossig, Drempel, Stockgesims | 09276055 |
|                                         | Wohnstallhaus und winklig angebaute Scheune eines ehemaligen Bauernhofes | Uferweg 1 (Karte)                                                            | 1. Hälfte 19. Jahrhundert                                                                                    | Gemarkung Oberputzkau. Wohnstallhaus Obergeschoss Fachwerk teils verschiefert, teils verbrettert, Scheune verbretterte Holzkonstruktion, baugeschichtlich und wirtschaftsgeschichtlich von Bedeutung, stand bis 2011 irrtümlich unter Dammweg 1 in der Denkmalliste, Abbruchantrag für die Scheune vom 11. Dezember 2012 | 09276029 |
|                                         | Bauernhaus | Uferweg 7 (Karte)                                                            | Um 1870 | Gemarkung Oberputzkau. Obergeschoss Fachwerk verschiefert, baugeschichtlich von Bedeutung | 09275335 |
|                                         | Wohnstallhaus | Uferweg 11 (Karte)                                                           | Bezeichnet mit 1856                                                                                          | Gemarkung Oberputzkau. Obergeschoss Fachwerk verbrettert, bezeichnet im Türsturz, mit weitgehend authentischer Kubatur und Proportionen, baugeschichtlich von Bedeutung, originale Dachkonstruktion, im Stallteil böhmisches Kappengewölbe | 09302659 |
|                                         | Wohnstallhaus | Uferweg 16 (Karte)                                                           | 1. Hälfte 19. Jahrhundert                                                                                    | Gemarkung Oberputzkau. Obergeschoss Fachwerk verbrettert, Giebel verschiefert, baugeschichtlich von Bedeutung | 09276007 |
|                                         | Wohnstallhaus | Uferweg 17 (Karte)                                                           | 2. Hälfte 19. Jahrhundert                                                                                    | Gemarkung Oberputzkau. Obergeschoss Fachwerk, baugeschichtlich von Bedeutung, Fachwerk an der Ostseite freigelegt, sonst verschiefert und verbrettert | 09276025 |
| Direkt Bild zu diesem Denkmal hochladen | Wohnstallhaus | Ziegelbergstraße 19 (Karte)                                                  | Anfang 19. Jahrhundert                                                                                       | Gemarkung Oberputzkau. Obergeschoss und Giebel Fachwerk verbrettert, baugeschichtlich von Bedeutung, im Erdgeschoss originale Fenster, alte Tür | 09275981 |
| Direkt Bild zu diesem Denkmal hochladen | Fachwerkanbau des Forsthauses und Scheune | Ziegelbergstraße 23 (Karte)                                                  | Um 1800 | Gemarkung Oberputzkau. Baugeschichtlich und ortsgeschichtlich von Bedeutung, Obergeschoss Fachwerk offenliegend, Rückseite verbrettert, alte Beschläge in der Scheune, gehörte zum 3 km entfernten Jagdschloss | 09275980 |
|                                         | Blockhaus (sogenanntes Jagdschloss) ohne späteren südlichen Anbau | Ziegelbergstraße 25 (Karte)                                                  | 1908, vermutlich alter Kern                                                                                  | Gemarkung Oberputzkau. Ohne späteren südlichen Anbau, Blockhaus mit Satteldach und Dachhecht, baugeschichtlich und ortsgeschichtlich von Bedeutung. Als Ferienheim bis 1990 genutzt, 1993 Treuhandverwaltung, leerstehend, stand irrtümlich bis 2002 unter „Ziegelbergstraße 26“ in der Denkmalliste, 1999/2000 Umbau. | 09275892 |
|                                         | Wohnhaus | Zittauer Straße 3 (Karte)                                                    | 1. Hälfte 19. Jahrhundert                                                                                    | Gemarkung Oberputzkau. Obergeschoss Fachwerk verschiefert, baugeschichtlich von Bedeutung | 09276006 |
| Weitere Bilder                          | Gasthof „Zum Erbgericht“ | Zittauer Straße 7 (Karte)                                                    | Bezeichnet mit 1789                                                                                          | Gemarkung Oberputzkau. Putzbau mit Krüppelwalmdach, baugeschichtlich und ortsgeschichtlich von Bedeutung. Haustür mit Initialen, Tür mit Sandsteingewände, Saal um 1870, im 20. Jahrhundert umgebaut, mit Bühne, bei Abbruch unbedingt Lampen bergen (Decken- und Wandlampen), DDR-Denkmalliste (Inschriftstein), Fassadensicherung/Wiederherstellung des Krüppelwalms Haus Nummer 7. Stand 2000: Tanzsaal abgerissen, Lampen eingelagert. Abbruchgenehmigung vom 19. September 2016 (Landratsamt Bautzen) für Nebengebäude, 2016 oder 2017 abgerissen. | 09276005 |
|                                         | Schule | Zittauer Straße 21 (Karte)                                                   | Bezeichnet mit 1913/1914                                                                                     | Gemarkung Oberputzkau. Stattlicher Bau im Reformstil der Zeit um 1910, baugeschichtlich und ortsgeschichtlich von Bedeutung. Langer rechteckiger Bau mit seitlich vorgezogenen Achsen, Fries zwischen Erdgeschoss und Obergeschoss, Sonnenuhr am Zwerchhaus, Wappen am Mittelteil, Tür mit Füllhörner-Relief. | 09276016 |
|                                         | Wohnstallhaus und Scheune eines Zweiseithofes | Zittauer Straße 24, 25 (Karte)                                               | 1. Hälfte 19. Jahrhundert                                                                                    | Gemarkung Oberputzkau. Wohnstallhaus Obergeschoss Fachwerk verbrettert, baugeschichtlich und wirtschaftsgeschichtlich von Bedeutung, Scheune mit drei Toren | 09276014 |
| Weitere Bilder                          | Nördliches Wohnhaus (Umgebinde) und gegenüber liegende Scheune eines Dreiseithofes | Zittauer Straße 28 (Karte)                                                   | Bezeichnet mit 1849                                                                                          | Gemarkung Oberputzkau. Wohnhaus Obergeschoss Fachwerk verbrettert, bau- und wirtschaftsgeschichtlich von Bedeutung; Scheune abgerissen. Obergeschoss und Giebel verbrettert, ein Teil der Scheune ist abgebrochen, ehemals winkliger Grundriss. | 09276013 |
|                                         | Ausgedingehaus | Zittauer Straße 31 (Karte)                                                   | 2. Drittel 19. Jahrhundert                                                                                   | Gemarkung Oberputzkau. Bruchsteinbau mit Tordurchfahrt, baugeschichtlich und sozialgeschichtlich von Bedeutung, Natursteingewände, laut ALK-Daten besitzt betreffendes Gebäude Hausnummer 31 (Mai 2011) | 09276012 |
|                                         | Mahlmühle, Säge- und Hobelwerk Gustav Wobst; Mühlengebäude mit Mühlentechnik | Zittauer Straße 43 (Karte)                                                   | 1840 (Mühle); 1950 (neues Sägewerk)                                                                          | Gemarkung Oberputzkau. Verbretterter Fachwerkbau mit Lehmausfachung, Krüppelwalmdach, innen noch altes Sägewerk, baugeschichtlich und technikgeschichtlich von Bedeutung | 09276008 |

## Schmölln/O.L.
| Bild                                    | Bezeichnung | Lage                                                                    | Datierung                                                      | Beschreibung | ID       |
| --------------------------------------- | --- | ----------------------------------------------------------------------- | -------------------------------------------------------------- | --- | -------- |
|                                         | Wegestein | (Aussichtspunkt Oberhofberg) (Karte)                                    | Bezeichnet mit 1979                                            | Mit Zunftwappen sowie Inschriften zur Geschichte der Gemeinde Schmölln, ortsgeschichtlich von Bedeutung. Sandstein-Wegesäule am Aussichtspunkt „Oberhofberg“, von Steinbildhauer Manfred Wagner gearbeitet, kubischer Säulenkopf mit Zunftwappen, Säulenschaft quadratischen Querschnitts mit Inschriften zur Geschichte der Gemeinde Schmölln, drei umlaufende polygonale Bänder mit Ortsbezeichnungen sowie Pfeilen und Entfernungsangaben. | 09289136 |
| Direkt Bild zu diesem Denkmal hochladen | Ernst-Langer-Gedenkstein | (oberhalb des Friedhofs) (Karte)                                        | 1927                                                           | Mit Einfassung und vier Sitzbänken, ortsgeschichtlich von Bedeutung. Inschrift: „Ernst Langer, Oberlehrer und Kantor in Schmölln, 1886–1925. Seine dankbaren Heimatfreunde“, Granit, zu Lebzeiten Langers errichtet (gestorben 1934). | 09289083 |
|                                         | Wohnhaus | Am Mühlteich 1 (Karte)                                                  | Um 1880                                                        | Gründerzeitlicher Putzbau mit übergiebeltem Mittelrisalit, baugeschichtlich von Bedeutung, Mittelrisalit mit Zwillingsrundbogenfenster, Zwerchhausgiebel mit drei Vasen | 09289088 |
|                                         | Wohnhaus | Am Mühlteich 2 (Karte)                                                  | Um 1890                                                        | Putzbau mit Mansardgiebeldach und Zwerchhaus, baugeschichtlich von Bedeutung, alte Tür | 09289087 |
|                                         | Wohnhaus, Seitengebäude und Scheune eines Dreiseithofes | Am Mühlteich 5 (Karte)                                                  | Bezeichnet mit 1831                                            | Wohnstallhaus und Seitengebäude Obergeschoss Fachwerk verbrettert, baugeschichtlich und wirtschaftsgeschichtlich von Bedeutung, Inschrift „J.G.R.“ am Schlussstein des Eingangs mit Korbbogenabschluss | 09289085 |
| Weitere Bilder                          | Rittergut und Gutspark Niederschmölln (Sachgesamtheit) | Am Rittergut 1, 2, 3, 4, 6, 7, 9 (Karte)                                | 18. Jahrhundert (Gutsscheune, Wirtschaftsgebäude und Gutspark) | Sachgesamtheit Rittergut Niederschmölln mit folgenden Einzeldenkmalen: Herrenhaus (Nr. 1), Verwalterhaus (Nr. 2), südliches Wirtschaftsgebäude mit Torpfeiler (Nr. 3, 4), zwei Putten im Garten von Nr. 9, Treppenanlage östlich des Schlosses im Park und Einfriedungsmauer an der Dorfstraße und Demitzer Straße (siehe Obj. 09289115), der Gutspark (Gartendenkmal) sowie der Wirtschaftshof mit nördlicher Scheune (Ruine), nordwestlichem Wirtschaftsgebäude (Nr. 6, 7) und westlichem Nebengebäude als Sachgesamtheitsteile; baugeschichtlich, ortsbildprägend und ortsgeschichtlich von Bedeutung [Störelemente: das südwestliche Wirtschaftsgebäude (Nr. 5, LPG-Umbau) und das nördliche Wohnhaus (Nr. 8) besitzen keinen Denkmalwert]. Park: alter Gehölzbestand, zwei Postamente mit Vasen, Terrassenmauern aus Bruchstein, Treppenanlage zum Senkgarten, Trockenmauern. | 09303851 |
| Weitere Bilder                          | Herrenhaus (Einzeldenkmal zu ID-Nr. 09303851) | Am Rittergut 1 (Karte)                                                  | 1747–1750                                                      | Einzeldenkmal der Sachgesamtheit Rittergut Niederschmölln; Herrenhaus barocker Putzbau mit übergiebeltem Mittelrisalit, auf der Parkseite von Säulen getragener Balkon, Mansardwalmdach, baugeschichtlich, ortsbildprägend und ortsgeschichtlich von Bedeutung, DDR-Denkmalliste. Heimatmuseum Schmölln (1956 bis 1986), Putten eventuell aus dem Park des Rittergutes stammend. | 09289115 |
| Weitere Bilder                          | Verwalterhaus (Einzeldenkmal zu ID-Nr. 09303851) | Am Rittergut 2 (Karte)                                                  | Um 1800                                                        | Einzeldenkmal der Sachgesamtheit Rittergut Niederschmölln; baugeschichtlich, ortsbildprägend und ortsgeschichtlich von Bedeutung | 09289115 |
| Weitere Bilder                          | Südliches Wirtschaftsgebäude mit Torpfeiler (Einzeldenkmal zu ID-Nr. 09303851) | Am Rittergut 3, 4 (Karte)                                               | Um 1800                                                        | Einzeldenkmal der Sachgesamtheit Rittergut Niederschmölln; Wirtschaftsgebäude Bruchstein verputzt, baugeschichtlich, ortsbildprägend und ortsgeschichtlich von Bedeutung | 09289115 |
| Direkt Bild zu diesem Denkmal hochladen | Zwei Putten im Garten von Nr. 9 (Einzeldenkmal zu ID-Nr. 09303851) | Am Rittergut 9 (Karte)                                                  |                                                                | Einzeldenkmal der Sachgesamtheit Rittergut Niederschmölln, Putten eventuell aus dem Park des Rittergutes stammend | 09289115 |
|                                         | Treppenanlage östlich des Schlosses im Park (Einzeldenkmal zu ID-Nr. 09303851) | Am Rittergut (Karte)                                                    |                                                                | Einzeldenkmal der Sachgesamtheit Rittergut Niederschmölln | 09289115 |
|                                         | Einfriedungsmauer an der Demitzer Straße (Einzeldenkmal zu ID-Nr. 09303851) | Am Rittergut (Karte)                                                    |                                                                | Einzeldenkmal der Sachgesamtheit Rittergut Niederschmölln | 09289115 |
| Weitere Bilder                          | Straßenbegleitende Mauer sowie sechs Treppenaufgänge (bei Nr. 13, 27, 29, 31, 33 und 53) sowie in regelmäßigen Abständen eingelassene Granitpfeiler mit originalen Aussparungen für ehemaliges Geländer (bei Nr. 25 und 27) | Am Schwarzwasser (Karte)                                                | 1879–1883                                                      | Naturstein, ortsbildprägend von Bedeutung | 09306930 |
| Weitere Bilder                          | Hofemühle | Am Schwarzwasser 1 (Karte)                                              | Kern Mitte 19. Jahrhundert                                     | Ursprünglich Brett- und Mahlmühle, Putzbau mit Lisenengliederung, baugeschichtlich und ortsgeschichtlich von Bedeutung, dreigeschossig, ausgebautes Krüppelwalmdach, Putzbänder durch Fassade gegliedert | 09289119 |
|                                         | Wohnhaus über rechtwinkligem Grundriss | Am Schwarzwasser 2 (Karte)                                              | Anfang 19. Jahrhundert                                         | Eingeschossiger Putzbau, winkliger Anbau Obergeschoss Fachwerk, baugeschichtlich von Bedeutung | 09289133 |
|                                         | Wohnhaus | Am Schwarzwasser 12, 14 (Karte)                                         | Um 1890                                                        | Gründerzeitlicher Putzbau mit Laden, baugeschichtlich von Bedeutung, alter Ladeneinbau, dekorative Fensterrahmung, Dachgaupen, originale Haustür, Einfriedung bei Sanierung zu großen Teilen abgebrochen | 09289137 |
|                                         | Wohnhaus | Am Schwarzwasser 13 (Karte)                                             | 1. Hälfte 19. Jahrhundert                                      | Obergeschoss Fachwerk ornamental verschiefert, darunter Fachwerk mit Lehmausfachung, baugeschichtlich von Bedeutung | 09289138 |
|                                         | Doppelwohnhaus in Ecklage, mit Einfriedung | Am Schwarzwasser 16 (Bischofswerdaer Straße 12) (Karte)                 | Bezeichnet mit 1905                                            | Späthistoristisch-gründerzeitlicher Putzbau, baugeschichtlich von Bedeutung, vielgliedrige Dachlandschaft, dekorative Fensterrahmungen, mehrfach modernisiert | 09289112 |
| Direkt Bild zu diesem Denkmal hochladen | Steindeckerbrücke über das Schwarzwasser mit drei Begleitsteinen | Am Schwarzwasser 24 (hinter) (Karte)                                    | Bezeichnet mit 1831                                            | Bestehend aus einem Decker, seitlich der Brücke stehen am Brückenanfang, am Brückenende und in der Mitte ein senkrechter Granitstein, der mittlere Stein bezeichnet mit 1831, baugeschichtlich und sozialgeschichtlich von Bedeutung | 09304115 |
| Direkt Bild zu diesem Denkmal hochladen | Steindeckerbrücke über das Schwarzwasser | Am Schwarzwasser 28 (hinter) (Karte)                                    | 19. Jahrhundert                                                | Bestehend aus fünf Deckern, baugeschichtlich und sozialgeschichtlich von Bedeutung | 09304117 |
| Direkt Bild zu diesem Denkmal hochladen | Steindeckerbrücke über das Schwarzwasser | Am Schwarzwasser 30 (vor) (Karte)                                       | 19. Jahrhundert                                                | Bestehend aus sieben Deckern, baugeschichtlich und sozialgeschichtlich von Bedeutung. Wohnhaus: zweigeschossiger Putzbau mit Krüppelwalmdach, Natursteinfenstergewände, Streichung 2011, nach Umbauten kein ausreichender Denkmalwert vorhanden. | 09289106 |
|                                         | Wohnhaus mit rückwärtigem Anbau und Nebengebäude | Am Schwarzwasser 42 (Karte)                                             | Bezeichnet mit 1838                                            | Wohnhaus Obergeschoss Fachwerk verbrettert, Giebel ornamental verschiefert, baugeschichtlich von Bedeutung, Natursteingewände „1838“ mit Korbbogen und Schlussstein „GK 169“ | 09289104 |
|                                         | Postamt | Am Schwarzwasser 44 (Karte)                                             | Bezeichnet mit 1896                                            | Gründerzeitlicher Putzbau mit Dachhäuschen, baugeschichtlich und ortsgeschichtlich von Bedeutung, zweigeschossig, profilierte Fenstergewände, schwarze Inschrifttafel „46b E. 1896E.“ | 09289102 |
|                                         | Wohnhaus und winkliges Seitengebäude eines Dreiseithofes | Am Schwarzwasser 54 (Karte)                                             | 2. Hälfte 19. Jahrhundert                                      | Baugeschichtlich und wirtschaftsgeschichtlich von Bedeutung | 09289098 |
|                                         | Wohnhaus | Am Schwarzwasser 59 (Karte)                                             | Um 1895                                                        | Putzbau mit übergiebeltem Mittelrisalit, baugeschichtlich von Bedeutung, zweigeschossig mit Drempelgeschoss, Satteldach | 09289109 |
| Weitere Bilder                          | Empfangsgebäude des Bahnhofs und Nebengebäude mit Anbau | Bahnhofstraße 7 (Karte)                                                 | Um 1878/1879                                                   | Baugeschichtlich, eisenbahngeschichtlich und ortsgeschichtlich von Bedeutung, profilierte Fenstergewände, Stockgesims, überstehendes Dach mit verziertem Balkon, rekonstruiert, seit 1987 mit Museum | 09289090 |
|                                         | Wohnstallhaus | Belmsdorfer Straße 1 (Karte)                                            | Bezeichnet mit 1821                                            | Obergeschoss Fachwerk verputzt, Giebel verschiefert, baugeschichtlich von Bedeutung, Dach mit Schiefer gedeckt, Tür mit Natursteingewände „F.R. 1821“ | 09289095 |
| Weitere Bilder                          | Villa | Belmsdorfer Straße 3 (Karte)                                            | Anfang 20. Jahrhundert                                         | Putzbau mit Freigespärre im Giebel, baugeschichtlich von Bedeutung | 09289129 |
|                                         | Doppelwohnhaus in Ecklage, mit Einfriedung | Bischofswerdaer Straße 12 (Hauptanschrift: Am Schwarzwasser 16) (Karte) | Bezeichnet mit 1905                                            | Späthistoristisch-gründerzeitlicher Putzbau, baugeschichtlich von Bedeutung, vielgliedrige Dachlandschaft, dekorative Fensterrahmungen, mehrfach modernisiert | 09289112 |
|                                         | Wohnhaus | Demitzer Straße 1 (Karte)                                               | 3. Viertel 18. Jahrhundert                                     | Barocker Putzbau mit Mansardwalmdach, baugeschichtlich von Bedeutung, zweigeschossig, Natursteingewände, originale Tür, hölzerne Laube und Einfriedung | 09289116 |
| Weitere Bilder                          | Niedermühle; Mühlenanwesen mit Wohnstallhaus und Scheune im rechten Winkel | Demitzer Straße 19 (Karte)                                              | 1. Hälfte 19. Jahrhundert                                      | Wohnstallhaus spätbarocker Putzbau mit Krüppelwalmdach, Scheune verputzter Bruchsteinbau, baugeschichtlich und ortsgeschichtlich von Bedeutung, mit Stall im Erdgeschoss, zweigeschossig, Sandsteingewände, Scheune mit drei Toren (eines davon zugemauert) | 09289084 |
|                                         | Wohnhaus | Dorfstraße 1 (Karte)                                                    | Bezeichnet mit 1822                                            | Spätbarocker Putzbau mit Krüppelwalmdach, baugeschichtlich von Bedeutung, zweigeschossig, Natursteingewände, Portal mit Schlussstein „1822“, an der Giebelseite über beide Geschosse reichende Blendarkade | 09289118 |
|                                         | Wohnhaus | Dorfstraße 54 (Karte)                                                   | Um 1890                                                        | Putzbau mit profilierten Fenstergewänden mit Schlussstein, baugeschichtlich von Bedeutung, zweigeschossig, neu verputzt | 09289093 |
|                                         | Wohnhaus | Dorfstraße 57 (Karte)                                                   | 1880/1890                                                      | Spätgründerzeitlicher Putzbau mit Ladeneinbau, baugeschichtlich von Bedeutung, zweigeschossig, Mittelrisalit, profilierte Natursteinfenstergewände, Mansarddach mit Gaupen, originale Tür | 09289107 |
|                                         | Turnhalle | Dorfstraße 60 (Karte)                                                   | 1927                                                           | Zeittypischer Putzbau mit Lisenengliederung, baugeschichtlich und sozialgeschichtlich von Bedeutung. Großer rechteckiger Baukörper, Lisenengliederung an den Außenwänden, Treppenaufgang zur Putzkauer Straße, große Fenster an den Längsseiten. | 09289131 |
| Direkt Bild zu diesem Denkmal hochladen | Wohnhaus | Klosterbergweg 4 (Karte)                                                | 2. Hälfte 19. Jahrhundert                                      | Schlichter Putzbau mit Zahnschnittfries unter der Traufe, baugeschichtlich von Bedeutung, dekorative Fenstergewände, im Erdgeschoss Einkehlung in Hausecke | 09289122 |
| Direkt Bild zu diesem Denkmal hochladen | Wohnhaus | Klosterbergweg 6 (Karte)                                                | 1. Hälfte 19. Jahrhundert                                      | Eingeschossiger Putzbau mit großer verschieferter Schleppgaupe, baugeschichtlich von Bedeutung, Giebel verschiefert (Ornament) | 09289121 |
| Weitere Bilder                          | Rittergut Oberschmölln (Sachgesamtheit); Oberhof | Oberhofberg 3 (Karte)                                                   | Kern 17. Jahrhundert                                           | Sachgesamtheit ehemaliges Rittergut Oberschmölln mit folgenden Einzeldenkmalen: Lindenallee (7 intakte Linden und ein hohler Stumpf) und weiterer Rest einer ehemaligen Lindenallee (noch zwei Linden erhalten), siehe 09307082, außerdem ehemaliges Herrenhaus mit angefügtem Pfeiler der Hofeinfahrt, Mauer und weiterem Einfriedungspfeiler, Erdgeschoss-Mauerwerk der ehemaligen Scheune, Mauerreste der ehemaligen Wirtschaftsgebäude (ruinös) und einzeln stehender Toreingangspfeiler sowie Reste der Einfriedungsmauern als Sachgesamtheitsteile; Anlage mit ihren erhaltenen baulichen Resten noch bezgl. ehemaliger Funktionsbezug als Rittergut mit Wohn- und Wirtschaftsgebäuden nachvollziehbar, ortsgeschichtliche Bedeutung [Störelemente: Garage im Hof und Neubau-Garagen]. Herrenhaus saniert, kein Einzeldenkmal, weil nur noch bauliche Hülle und auch diese erheblich verändert. Sämtliche anderen zum Gut gehörigen Gebäude nur noch ruinös bzw. mit originalen Mauerwerksresten erhalten, ebenso die Einfriedung und die ehemals kompletten zwei Lindenalleen nur noch in Resten nachvollziehbar. Obergut 1689 bereits genannt. | 09289103 |
| Direkt Bild zu diesem Denkmal hochladen | Lindenallee (7 intakte Linden und ein hohler Stumpf) und weiterer Rest einer ehemaligen Lindenallee (noch zwei Linden erhalten), Einzeldenkmal der Sachgesamtheit 09289103                                                  | Oberhofberg 3 (Karte)                                                   |                                                                | Einzeldenkmal des ehemaligen Rittergutes Oberschmölln; ortsgeschichtliche und städtebauliche Bedeutung | 09307082 |
|                                         | Wegweiserstein | Putzkauer Straße (Karte)                                                | 19. Jahrhundert                                                | Ortsgeschichtlich von Bedeutung | 09307277 |
| Weitere Bilder                          | Grundschule Schmölln | Schulweg 1 (Karte)                                                      | 1901; 1928                                                     | Traditionalistischer Putzbau mit Art-déco-Ornamentik, baugeschichtlich von Bedeutung, zweigeschossig, Mittelrisalit an Längsseite, vielgliedrige Dachlandschaft, in drei Abschnitten gebaut | 09289124 |
|                                         | Ehemaliges Pfarrhaus | Schulweg 2 (Karte)                                                      | 18. Jahrhundert                                                | Barocker Putzbau mit Krüppelwalmdach, baugeschichtlich und ortsgeschichtlich von Bedeutung | 09289135 |
| Weitere Bilder                          | Kirche St. Johannes der Täufer | Tröbigauer Straße (Karte)                                               | 1300                                                           | Schlichte Saalkirche, 1693 nach Osten erweitert und mit heutigem Turm versehen, 1902 Umbau nach Entwürfen Theodor Quentins, baugeschichtlich, kunstgeschichtlich und ortsgeschichtlich von Bedeutung. Erbaut als Kapelle 1300, erweitert und mit diesem Turm versehen 1692, erneuert 1840, 1870, 1902 und 1929. | 09289141 |
| Weitere Bilder                          | Kirchhof, acht Grabmale, zwei Grabanlagen und Einfriedungsmauer mit zwei Kirchhofstoren | Tröbigauer Straße (Karte)                                               | 18./19. Jahrhundert (Grabmal); 19. Jahrhundert (Grabanlage)    | Grabmale auf dem Kirchhof: - Sandsteingrabmal mit Relief (Kreuz, Anker und Kelch), Inschrift angewittert, bezeichnet mit 1794 - Grabmal Joh. Friedrich August Stiebitz (1815–1869), Grabstein aus poygonalen Steinen zusammengesetzt, darüber Kreuz mit Anker - Grabanlage der Familie Rätze mit zwei Grabmalen und schmiedeeiserner Einfriedung, Grabmal Joh. Georg Rätze (176?–1818), Erbrichter, Sandstein, mit Relief und Urnenaufsatz, das zweite Grabmal später - Drei barocke Sandsteingrabmale am ehemaligen Kirchhoftor mit Inschriftenkartuschen und Wappen in den Zwickeln, eines bezeichnet mit 1680 - Barockes Grabmal an der südlichen Kirchenwand: Michael Bih?, Sandstein mit Inschriftenkartusche, bezeichnet 1716 - Klassizistisches Grabmal an der südlichen Kirchenwand: Amalia Elisabeth von Zehmen (1746–1798), Sandstein - Klassizistisches Grabmal an der südlichen Kirchenwand: Berta von Zehmen (1808–1828), Sandstein, im oberen Bereich Nische mit Taube - Grabanlage mit Gruft und schmiedeeiserner Einfriedung: Carl Heinrich Pohlank (1811–1871)                                                                        | 09289141 |
|                                         | Denkmal für die Gefallenen des Ersten und Zweiten Weltkrieges | Tröbigauer Straße (Karte)                                               | 1923                                                           | Denkmalanlage in Hanglage mit vorgelagerter Treppe, ortsgeschichtlich von Bedeutung, zur Denkmalsanlage führt eine breite Treppe mit neun Stufen | 09289120 |
|                                         | Wohnhaus | Tröbigauer Straße 1 (Karte)                                             | 1. Hälfte 19. Jahrhundert                                      | Obergeschoss Fachwerk verschiefert, baugeschichtlich von Bedeutung, zweigeschossig | 09289128 |
|                                         | Wohnhaus | Tröbigauer Straße 3 (Karte)                                             | Um 1810                                                        | Obergeschoss und Giebel Fachwerk verbrettert, baugeschichtlich von Bedeutung, zweigeschossig | 09289127 |
|                                         | Gasthof mit Gasthaus „Erbgericht Schmölln“, Saalanbau, winkliger Stallscheune und rückwärtig angebauten Seitenflügeln | Tröbigauer Straße 4 (Karte)                                             | Um 1850                                                        | Baugeschichtlich, ortsgeschichtlich und straßenbildprägend von Bedeutung, Mittelteil mit Rundbogenfenstern versehen | 09289126 |
| Weitere Bilder                          | Pfarrhaus, ursprünglich Schule/Kantorat | Tröbigauer Straße 5 (Karte)                                             | Zwischen 1851 und 1875                                         | Schlichter Putzbau mit Krüppelwalmdach, baugeschichtlich und ortsgeschichtlich von Bedeutung, zweigeschossig, sieben Achsen | 09289125 |

## Tröbigau
| Bild           | Bezeichnung                                                          | Lage                               | Datierung                 | Beschreibung | ID       |
| -------------- | -------------------------------------------------------------------- | ---------------------------------- | ------------------------- | --- | -------- |
| Weitere Bilder | Wegweiserstein                                                       | Naundorfer Straße 12 (bei) (Karte) | 19. Jahrhundert           | Ortsgeschichtlich von Bedeutung | 09307278 |
| Weitere Bilder | Wohnstallhaus eines Dreiseithofes                                    | Neuschmöllner Straße 11 (Karte)    | 2. Hälfte 19. Jahrhundert | Obergeschoss Fachwerk verkleidet, Stallteil mit großer Toreinfahrt, baugeschichtlich und straßenbildprägend von Bedeutung                                                                                            | 09275127 |
| Weitere Bilder | Denkmal für die im Ersten Weltkrieg Gefallenen der Gemeinde Tröbigau | Neuschmöllner Straße 16 (Karte)    | Bezeichnet mit 1921       | Dreizonig unterteiltes Denkmal mit Inschrift und pyramidalem Aufsatz mit Symbol des Eisernen Kreuzes, orts- und sozialgeschichtlich von Bedeutung                                                                    | 09306783 |
| Weitere Bilder | Wohnstallhaus und winklig angebautes Seitengebäude                   | Putzkauer Straße 27 (Karte)        | Mitte 19. Jahrhundert     | Obergeschoss Fachwerk verbrettert, weitgehend ursprüngliches Erscheinungsbild des 19. Jahrhunderts, baugeschichtlich von Bedeutung, originale Fenster                                                                | 09276026 |
| Weitere Bilder | Wohnstallhaus                                                        | Straße des Friedens 8 (Karte)      | Mitte 19. Jahrhundert     | Obergeschoss Fachwerk, mit Kunstschiefer verkleidet, weitgehend ursprüngliches Erscheinungsbild, baugeschichtlich von Bedeutung, originale Fenster, stand irrtümlich bis 2011 unter „Straße der Jugend“ in der Liste | 09275210 |

## Streichungen von der Denkmalliste

### Streichungen von der Denkmalliste (Neuschmölln)
| Bild                                    | Bezeichnung | Lage                         | Datierung                 | Beschreibung | ID       |
| --------------------------------------- | ----------- | ---------------------------- | ------------------------- | --- | -------- |
| Direkt Bild zu diesem Denkmal hochladen | Wohnhaus    | Klosterbergstraße 29 (Karte) | 1. Hälfte 19. Jahrhundert | Obergeschoss Fachwerk verbrettert, Giebel verkleidet, baugeschichtlich von Bedeutung. Nach 2014 von der Denkmalliste gestrichen. | 09289081 |

### Streichungen von der Denkmalliste (Putzkau)
| Bild                                    | Bezeichnung                                  | Lage                          | Datierung                 | Beschreibung | ID       |
| --------------------------------------- | -------------------------------------------- | ----------------------------- | ------------------------- | --- | -------- |
|                                         | Wohnhaus (Umgebinde)                         | Neukircher Straße 82 (Karte)  | Bezeichnet mit 1830       | Gemarkung Oberputzkau. Obergeschoss Fachwerk, baugeschichtlich von Bedeutung. Zwischen 2017 und 2024 aus der Denkmalliste gestrichen. | 09276015 |
| Direkt Bild zu diesem Denkmal hochladen | Wohnstallhaus und Scheune eine Zweiseithofes | Schenkhäuserstraße 28 (Karte) | 1. Hälfte 19. Jahrhundert | Gemarkung Oberputzkau. Wohnstallhaus Obergeschoss Fachwerk verbrettert, baugeschichtlich und wirtschaftsgeschichtlich von Bedeutung. Zwischen 2017 und 2023 von der Denkmalliste gestrichen.                                                                       | 09275999 |
| Direkt Bild zu diesem Denkmal hochladen | Wohnhaus                                     | Schulstraße 7 (Karte)         | 2. Hälfte 19. Jahrhundert | Gemarkung Oberputzkau. Obergeschoss Fachwerk verschiefert, Giebel verschiefert, baugeschichtlich von Bedeutung. Zwischen 2018 und 2023 von der Denkmalliste gestrichen.                                                                                            | 09276017 |
| Direkt Bild zu diesem Denkmal hochladen | Wohnstallhaus                                | Uferweg 8 (Karte)             | 2. Hälfte 19. Jahrhundert | Gemarkung Oberputzkau. Obergeschoss Fachwerk verbrettert, Giebel verschiefert, baugeschichtlich von Bedeutung. Längsseite verbrettert, bis 2011 irrtümlich unter Dammweg 8 in der Denkmalliste. Abbruchantrag vom 2. Juli 2013. Zwischen 2011 und 2014 abgerissen. | 09276028 |

### Streichungen von der Denkmalliste (Schmölln/O.L.)
| Bild                                    | Bezeichnung   | Lage                        | Datierung                 | Beschreibung | ID       |
| --------------------------------------- | ------------- | --------------------------- | ------------------------- | --- | -------- |
| Direkt Bild zu diesem Denkmal hochladen | Wohnstallhaus | Am Mühlteich 3 (Karte)      | Um 1800                   | Obergeschoss Fachwerk ornamental verschiefert, baugeschichtlich von Bedeutung, Giebel verbrettert, im Erdgeschoss profilierte Fenstergewände. Das Gebäude ist ruinös und von Bäumen überwuchert. | 09289086 |
| Direkt Bild zu diesem Denkmal hochladen | Wohnhaus      | Am Schwarzwasser 20 (Karte) | 1. Hälfte 19. Jahrhundert | Obergeschoss Fachwerk, Giebel verschiefert, baugeschichtlich von Bedeutung. Erdgeschoss Bruchsteinmauerwerk, Obergeschoss verschiefert (Ornament) an Giebelseite, traufseitig Lehmausfachung, originale Tür, Inschrifttafel „An Gottes Segen ist Alles Gelegen“. Abbruchgenehmigung vom 3. August 2011 (Landratsamt Bautzen). Zwischen 2011 und 2014 abgerissen. | 09289111 |
| Direkt Bild zu diesem Denkmal hochladen | Wohnhaus      | Am Schwarzwasser 23 (Karte) | 1. Hälfte 19. Jahrhundert | Obergeschoss Sichtfachwerk, Giebelseiten verbrettert, Giebel verschiefert (Ornament), Lehmausfachung, baugeschichtlich von Bedeutung. Zwischen 2017 und 2023 von der Denkmalliste gestrichen. | 09289110 |
| Direkt Bild zu diesem Denkmal hochladen | Wohnhaus      | Bergweg 1 (Karte)           | 2. Hälfte 19. Jahrhundert | Obergeschoss und Giebel Fachwerk verschiefert, baugeschichtlich von Bedeutung, originale Fenster, Erdgeschoss modernisiert. Zwischen 2017 und 2023 von der Denkmalliste gestrichen. | 09289099 |
| Direkt Bild zu diesem Denkmal hochladen | Wohnhaus      | Dorfstraße 56 (Karte)       | Um 1800                   | Obergeschoss Fachwerk verbrettert, baugeschichtlich von Bedeutung. Obergeschoss verbrettert, Giebel verschiefert (Ornament), leerstehend. Abbruchgenehmigung vom 19. Juli 2016 (Landratsamt Bautzen). Zwischen 2008 und 2011 abgerissen. | 09289094 |

### Streichungen von der Denkmalliste (Tröbigau)
| Bild                                    | Bezeichnung                               | Lage                        | Datierung             | Beschreibung | ID       |
| --------------------------------------- | ----------------------------------------- | --------------------------- | --------------------- | --- | -------- |
| Direkt Bild zu diesem Denkmal hochladen | Wohnhaus mit integriertem Wirtschaftsteil | Straße der Jugend 5 (Karte) | Mitte 19. Jahrhundert | Obergeschoss Fachwerk verbrettert, baugeschichtlich von Bedeutung, stand irrtümlich bis 2002 unter „Straße des Friedens“ in der Liste. Zwischen 2008 und 2014 abgerissen und neu bebaut. | 09275059 |

## Tabellenlegende
- Bild: Bild des Kulturdenkmals, ggf. zusätzlich mit einem Link zu weiteren Fotos des Kulturdenkmals im Medienarchiv Wikimedia Commons. Wenn man auf das Kamerasymbol klickt, können Fotos zu Kulturdenkmalen aus dieser Liste hochgeladen werden:
- Bezeichnung: Denkmalgeschützte Objekte und ggf. Bauwerksname des Kulturdenkmals
- Lage: Straßenname und Hausnummer oder Flurstücknummer des Kulturdenkmals. Die Grundsortierung der Liste erfolgt nach dieser Adresse. Der Link (Karte) führt zu verschiedenen Kartendiensten mit der Position des Kulturdenkmals. Fehlt dieser Link, wurden die Koordinaten noch nicht eingetragen. Sind diese bekannt, können sie über ein Tool mit einer Kartenansicht einfach nachgetragen werden. In dieser Kartenansicht sind Kulturdenkmale ohne Koordinaten mit einem roten bzw. orangen Marker dargestellt und können durch Verschieben auf die richtige Position in der Karte mit Koordinaten versehen werden. Kulturdenkmale ohne Bild sind an einem blauen bzw. roten Marker erkennbar.
- Datierung: Baubeginn, Fertigstellung, Datum der Erstnennung oder grobe zeitliche Einordnung entsprechend des Eintrags in der sächsischen Denkmaldatenbank
- Beschreibung: Kurzcharakteristik des Kulturdenkmals entsprechend des Eintrags in der sächsischen Denkmaldatenbank, ggf. ergänzt durch die dort nur selten veröffentlichten Erfassungstexte oder zusätzliche Informationen
- ID: Vom Landesamt für Denkmalpflege Sachsen vergebene, das Kulturdenkmal eindeutig identifizierende Objekt-Nummer. Der Link führt zum PDF-Denkmaldokument des Landesamtes für Denkmalpflege Sachsen. Bei ehemaligen Kulturdenkmalen können die Objektnummern unbekannt sein und deshalb fehlen bzw. die Links von aus der Datenbank entfernten Objektnummern ins Leere führen. Ein ggf. vorhandenes Icon  führt zu den Angaben des Kulturdenkmals bei Wikidata.

## Ausführliche Denkmaltexte
1. ↑  Dehio – Handbuch der deutschen Kunstdenkmäler / Sachsen Band 1:
 Schlichte Saalkirche vom Anfang des 18. Jahrhunderts unter Verwendung älterer Teile (erste Erwähnung 1386), 1701–04 Turm, 1706 Erhöhung des Kirchenraumes und Vergrößerung der Fenster, 1845 Verlängerung der Emporen zum Chor hin, Erneuerung von Altar und Kanzel, 1891 letzte große Umgestaltung nach Plänen Theodor Quentins, dabei Verlegung der Sakristei von der Südseite an die Ostseite, Anbau der Treppenhäuser seitlich des Turmes, Errichtung von Altar und Kanzel. Restaurierung in den 1930er Jahren und 1986. Verputzter Bruchsteinbau mit eingezogenem rechteckigem Chor, Satteldach und Segmentbogenfenstern. Hoher, zweigeschossiger quadratischer Westturm mit achtseitigem Glockengeschoss, Haube und Laterne. An der Nordwand des Langhauses zwei Strebepfeiler, vielleicht die Reste eines älteren Baues. Das gedrückt-spitzbogige Portal am Westturm wohl 16. Jahrhundert. Im Innern seit 1891 eine flache Holzdecke mit reicher Gliederung, als besonderer Schmuck ein von einem Achteck umrahmtes großes Kreuz mit Passionsblumen. Der schlichte Kanzelaltar aus Holz von dem Meißner Kunsttischler F. Große, 1891: in der Mitte des Aufsatzes über der Mensa vor goldenem Hintergrund das rundbogig abschließende Relief des Lammes mit Fahne, Ähren und Trauben, an der Wand dahinter die polygonale Kanzel mit Darstellungen der Evangelisten in Intarsien imitierender Malerei. Ebenfalls aus dieser Zeit die Taufe aus Holz mit vier Säulchen auf oktogonalem Fuß, die das runde Becken tragen. Orgel von Schuster, 1938. Im Haupteingang Grabplatte des Erhard von Haugwitz († 1694), aus Sandstein: Bildnis des Verstorbenen in Rüstung mit spitzenbesetzter Feldbinde vor einer Nische, zwischen den Füßen Federhelm, in den Ecken je ein Wappen. Ebenda ein Kindergrabmal, Ende 16. Jahrhundert, aus Sandstein mit der Darstellung von drei betenden Kindern, jedes vor einer Rundbogennische stehend.
  - Grabsteine (17. und 18. Jahrhundert) im Inneren der Kirche
  - Einfriedung (bezeichnet 1885) aus verputztem Bruchstein- und Ziegelmauerwerk mit drei schmiedeeisernen Eingangstoren und einer weiteren kleinen schmiedeeisernen Pforte
  - Drei denkmalwerte Grabstätten:
    - Grabanlage der Eheleute Bruno Lange (1856–1901), Königlich Sächsischer Staatsanwalt und Gertrud Adelheid Adolphine Lange (1868–1914), Wandnischengrab mit vollplastischer Skulptur des Gekreuzigten, Marmor, Granit und Sandstein, einschließlich Einfriedung mit schmiedeeisernen Gittern, nach 1901
    - Grabmal der Familie Schulze, Erstbelegung Ernst Erich Schulze (1893–1915), dreiteiliger architektonischer Aufbau mit erhöhtem Mittelteil, Bronzerelief mit einem gefallenen Soldaten und darüber einer schwebenden Nike, nach 1915
    - Grabmal der Familie Bompach, Erstbelegung Ernst Hermann Bompach (1897–1918), quergelagerte Ädikula mit Reliefdarstellung eines verwundeten Soldaten und einer Krankenschwester, Sandstein, nach 1918
2. ↑  Dehio – Handbuch der deutschen Kunstdenkmäler / Sachsen Band 1:
 Evangelische Pfarrkirche Johannes d. Täufer. In malerischer Lage auf einer felsigen Anhöhe schlichte Saalkirche mit 3/8-Schluss, vermutlich um 1300 erbaut, 1693 nach Osten erweitert und mit dem heutigen Turm versehen, 1840 wurden die Umfassungsmauern erhöht und die Sakristei an die Südseite verlegt. 1900–02 völliger Umbau durch Theodor Quentin, wobei der Saal nach Norden um vier Meter verbreitert wurde. Verputzter Bruchsteinbau mit Satteldach und großen Stichbogenfenstern. Quadratischer zweigeschossiger Westturm mit achtseitigem Glockengeschoss und flacher Haube sowie Laterne. Das Innere flachgedeckt. Über dem Altar an der Decke ein gemaltes Kreuz, im Kreuzpunkt ein Medaillon mit dem Lamm Gottes. Altar aus Kalkstein, 1900. Der Aufsatz zeigt die Kreuzigungsgruppe. Die Kanzel aus Holz, 1703 von Maria Sophia von Ponickau gestiftet, um die Jahrhundertwende durch den geschnitzten Schalldeckel und die Säulchen ergänzt. Die Eule-Orgel von 1902, das Chorgestühl und die Fenster im Altarraum mit der Darstellung der Taufe Christi und der Emmausszene von 1900.